# Irritator
Irritator – rodzaj dużego teropoda z rodziny spinozaurów (Spinosauridae).
Szczątki tego rybożernego zwierzęcia znaleziono w 1996 roku w słynącej z wielu innych skamieniałości formacji Santana w Brazylii. Tereny te w okresie wczesnej kredy (ok. 120 milionów lat temu), pokrywała prawdopodobnie rozległa nadmorska delta rzeczna. Znaleziono tutaj wiele szczątków organizmów słodkowodnych, bezkręgowców i ryb, ale miejsce to zapewne bardziej jest znane z bardzo dużej różnorodności odkrytych tutaj pterozaurów. Przypuszczalnie tereny deltowe stanowiły legowiska tych latających gadów. Dużym zaskoczeniem dla paleontologów było znalezienie fragmentów czaszki dinozaura, który wykazywał cechy spinozaurów. Ciekawe jest, że spinozaury żyjące w tym samym czasie w Afryce Północnej zasiedlały podobne środowiska deltowe. Również sam Irritator wykazuje duże podobieństwo do rodzaju Spinosaurus. W 1996 roku z tych samych rejonów opisano fragmentaryczne szczątki dinozaura nazwanego Angaturama limai. Być może jest to blisko spokrewniony z irritatorem gatunek lub nawet ten sam takson.

Porównanie rozmiarów irritatora i człowieka

Na podstawie zachowanych fragmentów można stwierdzić, że drapieżnik ten miał długą i stosunkowo niską jak na teropody czaszkę. Zęby były liczne, stożkowate i pozbawione karbowań na przedniej i tylnej krawędzi. Idealnie nadawały się do przebijania i przytrzymywania śliskiej zdobyczy (najprawdopodobniej ryb). Przypuszczalnie Irritator od czasu do czasu zjadał również innego typu pokarm, padlinę oraz licznie żyjące obok niego pterozaury. W jednej z odkrytych w Ameryce Południowej kości pterozaura odnaleziono ślady zębów należących do przedstawiciela Spinosauridae. Nie znaleziono do tej pory bardziej kompletnych szczątków, nie wiadomo więc, czy – podobnie jak Spinosaurus – Irritator miał rozwinięty grzebień na grzbiecie utworzony z wyrostków kolczystych.
Irritator przypuszczalnie osiągał długość ciała około 10 metrów, był więc znacznie mniejszy od afrykańskiego spinozaura.
Nazwę dla zwierzęcia zaproponowali paleontolodzy Martill, Cruikshank, Frey, Small & Clarke w 1996. Początkowo Irritator został zaklasyfikowany do grupy maniraptorów. Jedyną pozostałością była licząca ok. 80 cm czaszka, odnaleziona przypadkowo przez amatorów, którzy dla zachowania jej przed wpływem środowiska nieumiejętnie oblepili ją gipsem. Późniejsze usuwanie gipsu wymagało mozolnej pracy – stąd też nazwa. Epitet gatunkowy chalengeri pochodzi od postaci profesora Challengera, bohatera książki A.C. Doyle’a Zaginiony świat.